# Trinity Church Cemetery
Le Trinity Church Cemetery désigne trois cimetières distincts rattachés à la Trinity Church, à Manhattan, New York.
Le premier, le plus notable, est situé à côté de la Trinity Church, vers Wall Street et Broadway. Faute de place, un deuxième est construit près de l'église de l'Intercession et enfin un troisième près de la chapelle Saint-Paul.
Il est inscrit au Registre national des lieux historiques.